# Lepotka
Lepotka (znanstveno ime Callista chione) je školjka iz družine veneric, ki je razširjena tudi v Jadranskem morju.

## Opis in biologija
Odrasle lepotke merijo v premeru med 7 in 11 cm.
Živijo plitvo zakopane v peščeno morsko dno v globinah od 3 do 60 m, najpogosteje pa okrog 10 m.